# Климавичи
Климавичи (блр. Клімавічы; рус. Климовичи) је град у источном делу Републике Белорусије у Могиљовској области. Административни је центар Климавичког рејона. 
Према процени из 2012. у граду је живело 16.508 становника.

## Географија
Град се налази на 124 км источно од административног центра области града Могиљова, недалеко од границе са Брјанском облашћу Руске Федерације. 

## Историја
У историјским изворима насеље Климавичи се први пут помиње 1581. као малено село у оквирима Мстиславског Војводства Велике Кнежевине Литванија.
Од 1772. саставни је део Руске Империје, а од 1777. има статус окружног градског центра. Градски грб усвојен је још 1781. године.
Према подацима пописа из 1897. у Климавичима је живело 4.706 становника.
Године 1924. постају административним центром Калининског округа и Климовичког рејона.
Године 1939. у граду је живело нешто мање од 10 хиљада житеља. 
Након хаварије у нуклерки у Чернобиљу 1986. године подручје самог града и околине проглашено је зоном великог загађења од радиоактивности.

## Становништво
Према процени, у граду је 2012. живело 16.508 становника.
| 1979.  | 1989.  | 1999.  | 2009.  | 2012.  |
| ------ | ------ | ------ | ------ | ------ |
| 14.953 | 16.535 | 16.535 | 17.064 | 16.508 |